# Коацоспанский миштекский язык
Коацоспанский миштекский язык (Coatzospan Mixtec, Mixteco de Coatzóspan, Mixteco de San Juan Coatzospan, San Juan Coatzospan, Teotitlán Mixtec) — миштекский язык, на котором говорят в городе Сан-Хуан-Коацоспан штата Оахака в Мексике.
Более всего на коацоспанский диалект похож куямекалькский, но взаимопонятность между этими диалектами неполноценна.
Алфавит из издания 1966 года: A a, B b, C c, Ch ch, D d, E e, F f, G g, H h, I i, J j, L l, M m, N n, Ñ ñ, O o, P p, Q q, R r, S s, T t, U u, V v, X x, Y y, Z z.